# Le Trégor
Le Trégor est un hebdomadaire local français de Bretagne dont le siège est situé à Lannion dans les Côtes-d'Armor.

La zone de diffusion du périodique est localisée sur les cantons de (d'ouest en est) Plouigneau, Lanmeur, Plestin, Plouaret, Lannion, Perros-Guirec, Bégard, La Roche-Derrien et Tréguier. Né en 1970 de la fusion entre l'Echo de Lannion et Le Lannionais républicain, il paraît tous les jeudis et est lu par plus de 80 000 personnes.

## Format
Le journal est au format tabloïd (290 x 380 mm), avec 72 pages en couleurs (quadrichromie).